# Ugo Angelo Canello
Ugo Angelo Canello (Guia, 21 giugno 1848 – Padova, 12 giugno 1883) è stato un linguista e filologo italiano.

## Biografia
Al proprio nome di battesimo Angelo volle aggiungere quello di Ugo, in onore del grande poeta prediletto Ugo Foscolo.  Di famiglia umile, iniziò gli studi nel ginnasio del Seminario di Ceneda, in provincia di Treviso, ma la sua vocazione laica lo indusse presto ad allontanarsene, opponendosi al volere dei genitori.
Il fratello maggiore Pietro, sacerdote e docente, lo indirizzò allora al liceo classico di Padova e lo sovvenzionò anche nei successivi studi universitari, fino alla laurea in lettere conseguita, appena ventunenne, all'università di Padova nel 1869. 
Grazie a una borsa di studio di durata annuale, nel 1869-70 soggiornò a Bonn ed ebbe come maestro il grande studioso di filologia romanza Friedrich Diez, ammirato e più volte citato nei suoi saggi.   Diez gli diede peraltro gli stimoli e gli strumenti necessari per ampliare ed approfondire la sua conoscenza della cultura tedesca.
Ritornato a Padova, avvalendosi della guida e della protezione del glottologo Graziadio Isaia Ascoli, dal 1873 in quella università fu docente di filologia romanza e, tre anni dopo, di storia comparata delle lingue neolatine. Inoltre, all'Accademia scientifico-letteraria di Milano insegnò lingua e letteratura tedesca, nonché storia comparata delle lingue germaniche.
In seguito ad una rovinosa caduta da una carrozza in corsa, morì appena trentacinquenne all'ospedale di Padova.

## Opere
- Il vocalismo tonico italiano, in «Rivista di filologia romanza», 3, 1874, pp. 207-225.
- Della "Positio debilis" nel latino, in «Rivista di filologia e d'istruzione classica», 2, 1874, pp. 226-235.
- Saggi di critica letteraria, Bologna, Zanichelli, 1877.
- Lingua e dialetto, in «Giornale di filologia romanza», 1, 1878, pp. 2-12.
- Gli allotropi italiani, in «Archivio glottologico italiano», 3, 1879, pp. 285-419.
- Storia della letteratura italiana nel secolo XVI, Milano, Vallardi, 1880.
- Fiorita di liriche provenzali, Bologna, Zanichelli, 1881.
- La vita e le opere del trovatore Arnaldo Daniello, Halle, ed. M. Niemeyer, 1883.